# 기독교통일학회
기독교통일학회(Christian Society for Reunification)는 2006년 70여명의 기독교 학자들이 분단된 한국의 상황속에서 통일에 대한 한국교회의 균형 잡힌 관점에서 통일론을 정립하고 발전시키기 위하여 창립되었다. 기독교 역사학자 주도홍 박사의 주도적인 역할속에서 허문영 박사, 함태경 박사, 권성아 박사, 권숙 교수등이 함께하여 2006년 6월 3일 제 1차 창림 및 학술대회를 국제제자훈련원에서 하였다. 2007년부터 학회지 『기독교와 통일』이 발행되고 있다. 현재 회장은 총신대학교 안인섭 박사이다. 기독청년대학생 통일대회를 통하여 탈북청년들과 함께 통일을 만들가는 운동도 하고있다.

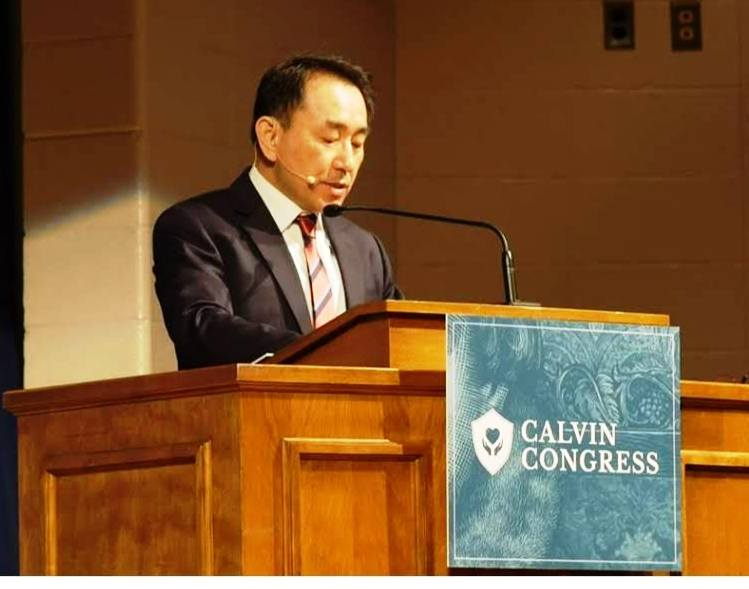
기독교통일학회 회장 안인섭 박사

## 임원및 이사
| 고문 및 자문위원 |        |        |        |        |        |
| 강신원           | 길자연 | 김관선 | 김동호 | 김명혁 | 김상복 |
| 김영한           | 김진경 | 김흥수 | 고영민 | 박경서 | 박성민 |
| 박은조           | 박종화 | 백종국 | 소강석 | 손봉호 | 심창섭 |
| 양영식           | 양병희 | 인세반 | 오영석 | 오정현 | 오정호 |
| 유석성           | 유재건 | 윤경로 | 윤영관 | 이만열 | 이삼열 |
| 이상규           | 이상숙 | 이상직 | 전 헌  | 전호진 | 정일웅 |
| 정일웅           | 채수일 | 최갑종 | 한완상 | 홍정길 |        |

| 임원 및 이사 | |
| 설립회장     | 주도홍 |
| 명예회장     | 오일환 안인섭 |
| 회 장        | 최현범 |
| 부 회 장     | 권성아(여성) 장수영(과학,기술) 최현범(목회) 김윤태(신학) ,정지웅(정치) 조은식(통일선교) 노인수(법률) 윤현기(북한선교)박종수(외교) 이동영(신학) |
| 총무(총괄)   | 임상순 |
| 총 무 단     | 유병용(목회) 신효숙(교육) 양신혜(여성) 정종기(통일신학) 송원근(북한선교)                                                                       |
| 협동총무     | 최은상(정치) 손동신(신학) 이빌립(탈북민사역) 남지애(청년) 정대진(법률) 채경희(교육) 조만준(목회) 조경일(청년) 최준호(통일교육)                 |
| 편집위원장   | 주도홍 |
| 간 사        | 황재옥 |

## 역대회장

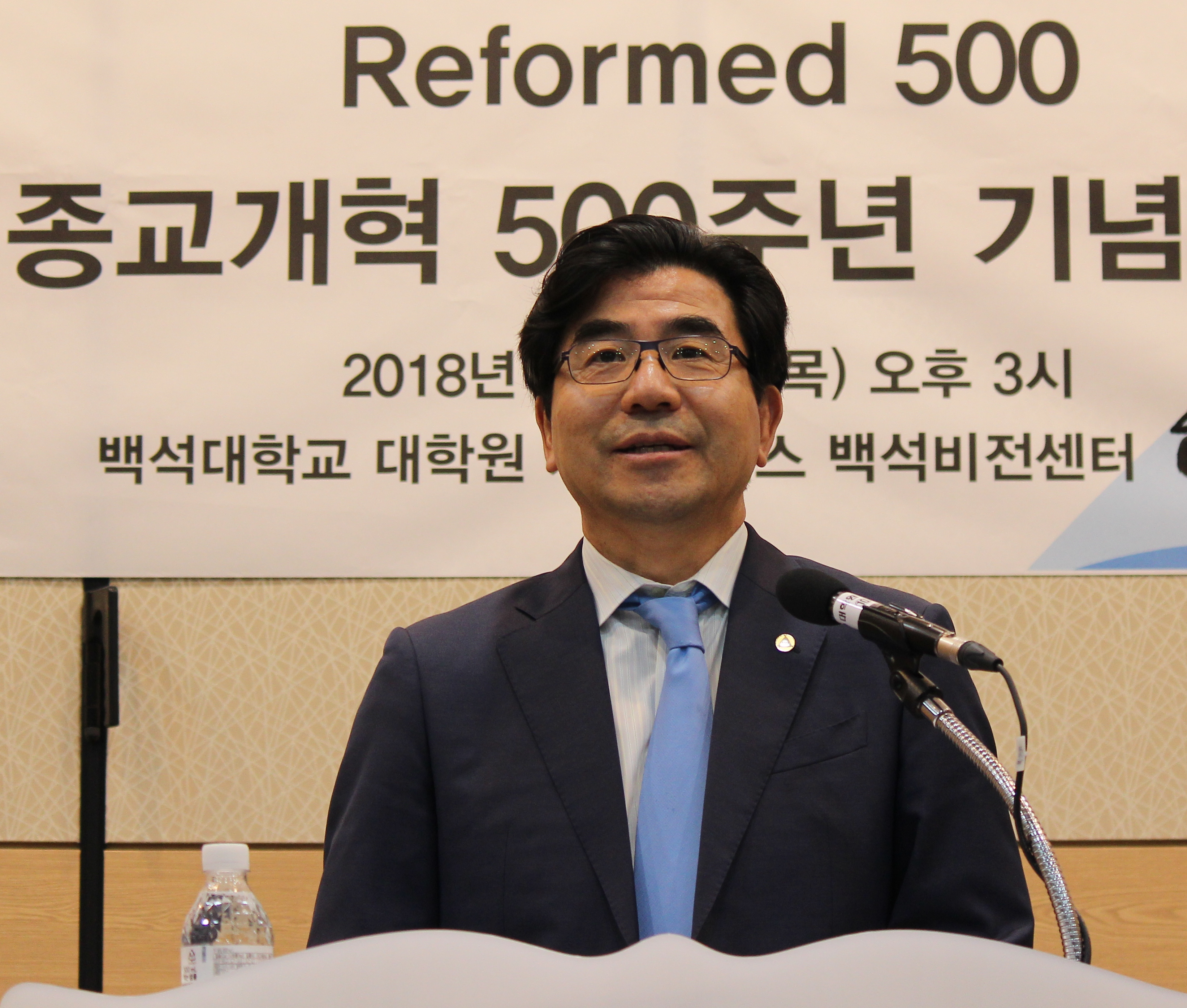
기독교통일학회 창립회장 주도홍 박사

- 제 1대 창립회장 주도홍 박사

## 같이 보기
- 주도홍
- 안인섭